# Amtsbezirk Frankenmarkt
Der Amtsbezirk Frankenmarkt war eine Verwaltungseinheit im Hausruckkreis in Oberösterreich.
Der Amtsbezirk war der Kreisbehörde in Wels unterstellt und besorgte deren Amtsgeschäfte vor Ort. Die Zuständigkeit erstreckte sich neben Frankenmarkt auf die damaligen Gemeinden Abtstorf, Attersee, Berg, Eggenberg, Fornach, Frankenburg, Frein, Hintersteining, Hofberg, Horgensteig, Lichtenbuch, Nussdorf, Pabing, Pfaffing, Pöndorf, Redleithen, St. Georgen, Strass, Vöcklamarkt, Walligen und Weisskirchen und umfasste damals vier Märkte und 260 Dörfer.